# نیل ماکن
نیل ماکن (انگلیسی: Neil Mochan; ۶ آوریل ۱۹۲۷ – ۲۸ اوت ۱۹۹۴) بازیکن فوتبال اهل اسکاتلند بود.
از باشگاه‌هایی که در آن بازی کرده‌است می‌توان به باشگاه فوتبال ریت روورز، باشگاه فوتبال میدلزبرو، باشگاه فوتبال سلتیک، و باشگاه فوتبال داندی یونایتد اشاره کرد.
وی همچنین در تیم‌های ملی فوتبال اسکاتلند ب و اسکاتلند بازی کرده‌است.